# У тилу ворога
«У тилу ворога» — відеогра жанру тактичної RTS, розроблена українською компанією Best Way і видана компанією 1С 2 липня 2004 року. Є засновницею серії ігор «У тилу ворога». На Заході гра видана під назвою «Soldiers: Heroes of World War II» компанією Codemasters 29 червня 2004 року.

## Ігровий процес

### Керування
Гравець керує бійцями і військовою технікою, яких отримує в кожній місії, значною мірою покладаючись на тактику: підбір зброї, використання укриттів, перетин перешкод, розрахунок припасів. Гравець завжди бачить на екрані поле бою, інформацію про вибраного бійця/техніку, міні-карту, панелі зброї та команд. Швидкість гри можна прискорити або сповільнити.
У грі існує можливість ручного контролю будь-якого піхотинця або бойової техніки. При перемиканні на ручне управління миша відповідає за прицілювання, а курсорні клавіші на клавіатурі — за пересування. Таким чином, стає доступним точніше прицілювання, також можна вести вогонь одиночними пострілами в разі дефіциту боєприпасів. Під час ручного управління танком можна перемикатися між основною гарматою і спареним кулеметом, а також вибирати тип снарядів.
Фізичний рушій забезпечує видовищність, так само, як і тотальне руйнування і можливість використовання укриттів. Військові сили іноді можуть діяти всередині будівель, тоді гравець бачить їх без даху.

### Війська
Піхота володіє параметрами здоров'я і витривалості. Тому при тривалих переходах солдати втомлюються, рухаються повільніше. Існує можливість атакувати не тільки стрілецькою зброєю, а і врукопашну та збити з ніг ворожого солдата, забравши у нього зброю. Бійці та техніка володіють обмеженим інвентарем, дистанцією пострілу (в разі ведення вогню по далекій мішені, істотно падає його точність і убивча сила. Інвентар поділений на клітинки, де кожен предмет може займати як одну, так декілька клітинок, залежно від свого розміру.
Техніка має свій запас міцності та палива. Вона піддається ремонту (тільки якщо не була зовсім знищеною) при наявності ремонтного комплекту. Танки мають вразливі зони (такими є гусениця, башта і моторний відсік). Танк знищується в разі враження двигуна й башти одночасно. У версії 1.04 двигун підлягає ремонту, на відміну від версії 1.01. У грі так само є літаки, але вони в разі поломки не підлягають ремонту.

### Боєприпаси
Для ручної зброї існує три види патронів: для пістолетів/автоматів, для кулеметів і для снайперських гвинтівок, незалежно від марки зброї. Гранати діляться на протипіхотні, протитанкові і димові (тільки у розвідників). Також наявні метальні ножі (для безшумного усунення вартових) або динамітні шашки, що знищують техніку. Також на озброєнні є ручні гранатомети, здатні нейтралізувати будь-яку техніку противника. У крупнококаліберних кулеметів різні патрони (прим. у німців 20 мм, а в росіян протитанковий патрон, який не придатний для використання на німецькій техніці).

## Кампанії
У роботі над сценарієм гри брав участь відомий російський письменник Олександр Зорич.
Усього в грі 4 незалежні кампанії:

### «Катюша»
У цій кампанії гравець стає на бік СРСР під час наступу на Харків в 1942 році.
Почавши в 1942 році наступ на Харків, радянське командування не розрахувало своїх сил. В результаті група армій «Південь» провела контратаку і радянські війська ось-ось будуть замкнені на так званому Барвінківському виступі. Ситуація ускладнюється тим, що німці перерізали останній зв'язок з тилом, зайнявши село Чепіль.
Використовуючи один-однісінький Т-34 і броньовик БА-20, група радянських солдатів зачищає Чепіль. Майже відразу після цього з'ясовується, що на залізничній станції Пришиб розвантажують німецьку бронетехніку, а через кілька днів повинні прибути і екіпажі для неї. І тоді знищення радянських військ буде лише питанням часу. Командування висилає всі наявні танки для знищення цієї бронетехніки, однак танкова колона потрапляє під авіаналіт німців… Німецькі сили прочісували місцевість у пошуках вижилих після авіанальоту, коли натрапили на групу радянських десантників, що окопалися неподалік у руїнах монастиря. Два танкісти, які залишилися у живих, стараються допомогти десантникам, проте ворог надто сильний, і вони покидають монастир, витягнувши таки з-під граду куль останнього живого десантника.
Танкісти розповіли йому про німецьку бронетехніку на станції Пришиб. У свою чергу, десантник розповів їм про завдання свого загону — знайти і знищити «Катюшу», знаменитий гвардійський міномет, який потрапив до рук німців. Одному з танкістів спадає на думку ідея: знайти міномет і розстріляти з нього бронетехніку на станції Пришиб. І тільки потім вже знищити сам міномет. Оскільки нічого іншого не залишається, десантник погоджується з ними і маленький загін прямує до станції Балаклія, де залізничник Дудков розповідає їм, що німці зовсім недавно відвезли «Катюшу» до депо, звідки її переправлять до Німеччини. Бійці прибувають у депо. Німецькі війська ретельно його охороняють, оскільки побоюються диверсій з боку радянських партизанів. Тим не менш, танкісти разом з десантником захоплюють паровоз, чіпляють до нього вагон-платформу з «Катюшею» і виїжджають у напрямку станції Пришиб. Там вони знаходять підхожу вогневу позицію і відкривають вогонь просто по німецьких танках на станції.

### Проект «Америка»
Тут гравець бере під своє командування загін британських диверсантів, переправлених через Ла-Манш для того, щоб зібрати інформацію і знищити нову німецьку зброю — ракету ФАУ-3, за допомогою якої німці хочуть атакувати Нью-Йорк.
Висадившись з підводного човна «Трайдент», диверсанти розуміють, що непоміченими підпливти до берега не вийде — всюди прожектори й охорона. Один з бійців захоплює патрульний катер, з якого розстрілює всі прожектори. Загін висаджується на берег, проте з'ясовується, що берегова артилерія відкрила вогонь і пошкодила «Трайдент» і тепер він не може зануритися. Бійці пробираються до гармат і розстрілюють з них маяк, який освітлює бухту. А потім підривають і самі гармати.
У невеликому французькому містечку Сен-Поль-сюр-Мер вони рятують від розстрілу учасницю французького Опору Одетту Віар, яка розповідає їм, що ФАУ-3 під час випробувального польоту впала в болотах неподалік. Диверсанти захоплюють німецький міномет і знищують з нього міст, щоб доплисти до місця падіння на катері, однак спізнюються — блок наведення ракети вже відвезли. За допомогою собаки лісника з найближчого села вони проходять болота, зрізуючи тим самим шлях. Вони виходять прямо на дорогу, по якій їде вантажівка з блоком наведення. Застреливши зі снайперської гвинтівки водія вантажівки, диверсанти привертають до себе увагу конвою. Двоє з них відходять в поле, а третій знищує охорону навколо вантажівки і відводить її в безпечне місце.
Диверсанти приходять в умовне місце і вночі, за допомогою багать, вказують льотчику місце посадки, щоб той зміг приземлитися і забрати блок наведення. На жаль, літак розбивається при посадці і тепер залишається лише одне: прорватися на найближчий аеродром, який зайнятий німцями, захопити там літак і, прикриваючи його із зенітних гармат аеродрому, дати йому полетіти. Бійці зачищають ангар, саджають у літак льотчика з блоком наведення від ракети і відкривають ворота. Літак злітає, а бійці залишаються на землі і до останнього розстрілюють німецькі винищувачі, бронетехніку і піхоту прямо із зенітних гармат …

### Дорога на Берлін
Гравець на боці американців бере участь в операції «Маркет-Гарден».

### Лють «Тигра»
Гравець вступає на стороні Німеччини у війну в 1944 році. Міхаель Віттман, знаменитий танковий ас, рухається в сторону Війе-Бокаж на трьох танках — двох Panzer VI Tiger і одному Panzer  IV. Помітивши літаки противника, він вкриває свої танки в коморі від повітряної розвідки. Потім його екіпаж знищує бронетранспортер з рацією, що стоїть неподалік, щоб союзники не могли викликати підтримку з повітря. Танковий загін продовжує рух, але через деякий час зустрічається з розвідниками, які доповідають, що на них рухається ціла танкова колона ворога. Віттман хоче влаштувати засідку, проте в цей момент його «Тигр» глухне. Залишивши «Тигра» стояти на пагорбі, Віттман і його екіпаж пересідають в інший танк, який ховають на покинутій фермі неподалік. Коли танкова колона ворога опиняється в безпосередній близькості від нього, Віттман відкриває вогонь. Американські війська нічого не можуть протиставити броньованому монстрові Віттмана — і він просто знищує один танк за одним. У Війе-Бокаж танки союзників чекає та ж доля: всі вони знищуються Віттманом з «Тигра», хоча ворожі солдати таки підбивають з базуки один німецький Panzer-IV, який супроводжував Віттмана. Проте в кінці бою і другий «Тигр» глухне. Оскільки ворог підтягнув свіжі сили, Віттман і його екіпаж змушені покинути місто пішки.
Повернувшись до першого «Тигра», Віттман дізнається, що його полагодили. Тоді він приймає вкрай зухвале рішення: прорвати лінію оборони американців і повернути собі покинутого «Тигра». Ворог сильно укріпився, однак навіть протитанкова артилерія не може зупинити Віттмана. Він граючись розстрілює протитанкові гармати, бронетехніку і піхоту союзників з потужного «Тигра». У результаті, повернувшись до Війе-Бокажа, він знову вибиває звідти сили союзників. Його загін ремонтує другий танк, але в цей момент союзникам приходить сильне підкріплення з танків і піхоти. Віттман приймає рішення відбити атаку, використовуючи обидва «Тигри»…

## Оцінки і відгуки
| Агрегатор  | Оцінка |
| ---------- | ------ |
| Metacritic | 77/100 |

| Видання                    | Оцінка |
| -------------------------- | ------ |
| Game Informer              | 5/10   |
| GameSpot                   | 7.9/10 |
| GameSpy                    | [ 7 ]  |
| GameZone                   | 7.9/10 |
| IGN                        | 8.5/10 |
| PC Format                  | 87 %   |
| PC Gamer (Велика Британія) | 87 %   |
| PC Gamer (США)             | 83 %   |
| X-Play                     | [ 13 ] |

Гра отримала загалом позитивні відгуки і високі оцінки як критиків, так і гравців. На агрегаторі Metacritic вона отримала оцінку в 77 балів зі 100 від критиків і 8,5 з 10 від гравців.
Російський портал ігор Absolute Games поставив грі 85 %. Оглядачі відзначили якісний сюжет гри, трепетне ставлення до першоджерела. До недоліків були віднесені наявність багів, слабка тактична система. У вердикті говорилося: «Щоранку я запускаю гру, сідаю в „Тигр“, доїжджаю до будинку, що стоїть неподалік і стріляю фугасним снарядом. Потім ще. І ще. За пару хвилин невелике поселення перетворюється на цвинтар з потворними остовами будівель і почорнілою технікою. Навколо розкидані обгорілі залізяки. Вулиця поцяткована вирвами. Повз огорожі кудись плетуться солдати з автоматами напереваги. Кадри, гідні військової кінохроніки. „У тилу ворога“ — перш за все захоплююча і правдива гра. Гра в прямому сенсі слова.»
Ігроманія поставила грі 9.0 балів з 10-ти, зробивши такий висновок: «Пекельна суміш з екшену, стратегії і тактики породила на світ титанічних масштабів блокбастер. „У тилу ворога“ — мабуть, найкраща WWII-розвага сьогодення. Дуже деталізована, продумана, красива і неймовірно цікава Гра».

### Нагороди
- Game.exe: Наш вибір
- Gaming World: Вибір редакції
- Absolute Games: Наш вибір
- Игромания: Супер-графіка, Вибір редакції
- PCGamers: Мусово купити (Must buy)
- IGN: Вибір редакції
- PC Zone: Класика[16]

## Оновлення
Для гри були випущені патчі:
- v1.12.2. — не має серйозного впливу на ігровий процес, але виправляє помилки і надає невеликі вдосконалення. Зокрема дозволяє змінювати розкладку клавіш швидкого управління, задавати послідовність дій, надає підтримку користувацьких модифікацій, зміну балансу.
- v1.28.3 — додає в гру мультиплеєр з трьома режимами (Цар гори, Конвой, Бій) і спеціальними картами, а також виправляє помилки[17].